# Eleccions primàries dels Estats Units

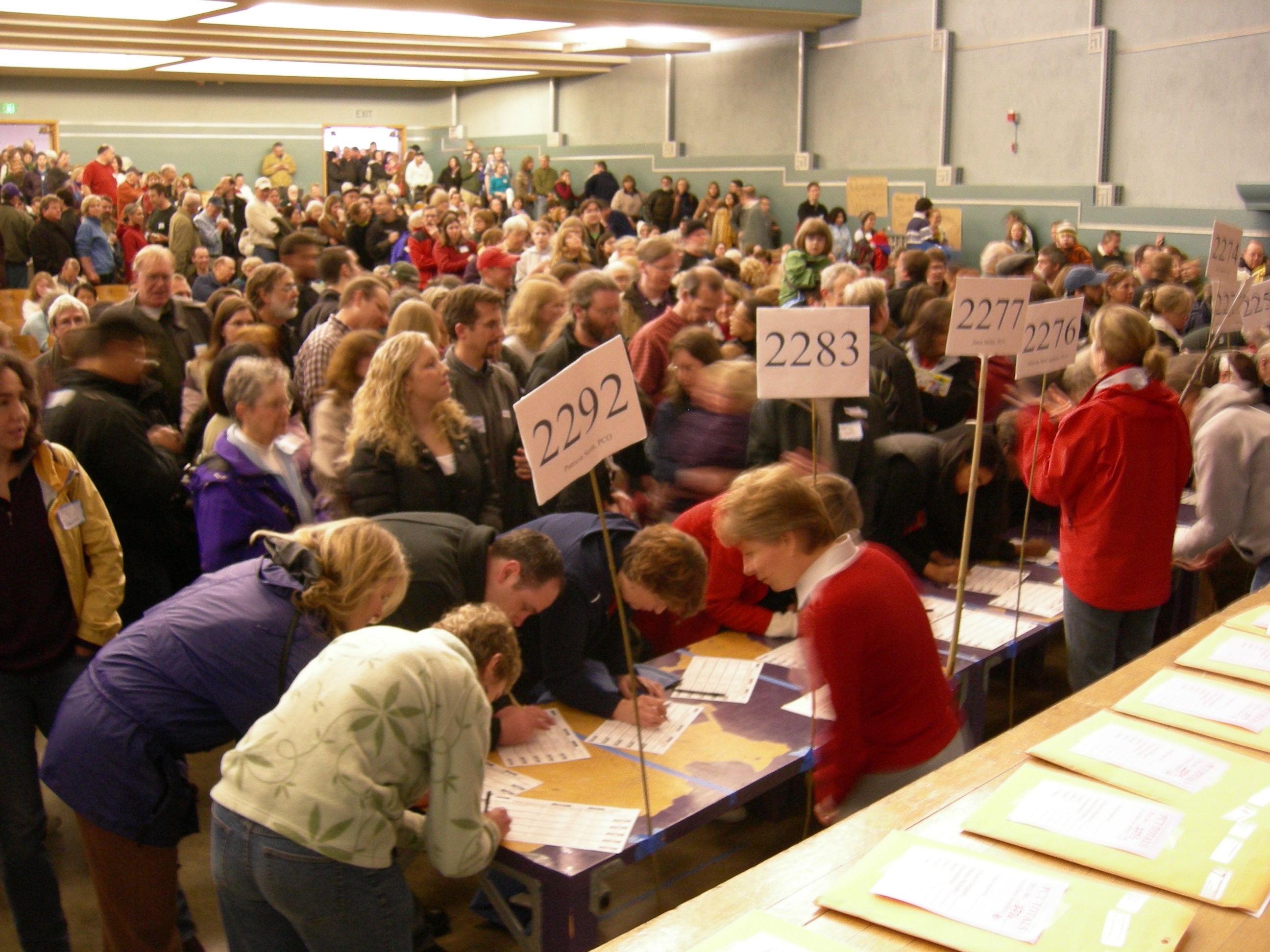
Caucus demòcrata de 2008 a Seattle

Com a part de la selecció dels candidats a la presidència dels Estats Units hi ha una sèrie d'eleccions primàries i caucus a cadascun els estats. La Constitució dels Estats Units no fa cap referència a aquest procés; els partits polítics i els estats han desenvolupat aquest procediment amb el temps. Alguns estats només realitzen eleccions primàries, mentre que altres prefereixen el caucus, i d'altres una combinació d'ambdós. Aquestes primàries són escalonades, normalment començant a finals de gener o principis de febrer i acaben a mig juny abans de l'elecció general el novembre. Els governs estatals i locals organitzen les eleccions primàries mentre el caucus és un esdeveniment privat organitzat directament pels partits polítics mateixos. Una elecció primària o un caucus són, de fet, eleccions indirectes: en comptes que els vots comptin per a elegir el candidat, els seus vots compten per designar delegats dels seus estats per a les convencions de nominació presidencials, en la majoria dels casos delegats compromesos. Aquests delegats, al seu torn, elegeixen al candidat presidencial del partit, en la majoria dels casos, segons els resultats de les primàries.
Cada partit polític determina el nombre de delegats que assigna a cada estat. A més dels delegats seleccionats durant les primàries i caucus, les delegacions estatals de les convencions nacionals demòcrata i republicana inclouen delegats no compromesos (usualment els líders del partit i funcionaris públics en funcions) que poden votar per qualsevol persona.
Atès el sistema escalonat d'eleccions primàries, els candidats concentren els seus recursos una regió rere l'altra en comptes de fer campanya a cada estat simultàniament. A alguns dels estats menys poblats, això permet que les campanyes siguin molt més personals. Tanmateix, el resultat final de les primàries pot no ser representatiu de l'electorat americà: els votants d'Iowa, Nou Hampshire i altres estats no molt poblats que tradicionalment organitzen les seves primàries el gener o febrer sovint tenen un impacte important en la cursa cap a la nominació mentre que altres estats molt poblats com Califòrnia que tradicionalment organitzen les primàries el juny, sovint no tenen veu, ja que la cursa cap a la nominació usualment acaba abans; és a dir, a poc a poc els candidats es retiren abans quan consideren que no aconseguiran el nombre necessari de delegats, i al final en queda un de sol.